# Gisela Vollmer
Gisela Vollmer (* 23. Oktober 1922 in Düsseldorf; † 4. März 2005 ebenda) war eine deutsche Historikerin und Archivarin.

## Werdegang
Gisela Vollmer studierte Geschichte, Germanistik und Geographie an den Universitäten Freiburg, Wien und Bonn und promovierte 1948 über die Stadtentstehung am unteren Niederrhein. Anschließend war sie als Archivreferendarin des Landes Nordrhein-Westfalen Teilnehmerin des ersten wissenschaftlichen Kurses an der soeben gegründeten Archivschule Marburg. Mit der bestandenen archivarischen Staatsprüfung begann sie 1950 ihre berufliche Laufbahn beim Staatsarchiv Münster. 1952 wechselte sie zum Hauptstaatsarchiv Düsseldorf, wo sie bis zum Eintritt in den Ruhestand (1984) tätig war, zuletzt als Leiterin des Ministerialarchivs.
Von 1967 bis 1984 war sie Schriftleiterin der archivarischen Fach- und Vereinszeitschrift Der Archivar.
Vollmer war stark engagiert im Düsseldorfer Geschichtsverein, der sie 1991 zum Ehrenmitglied ernannte und ihr 1993 die Lacomblet-Plakette verlieh. 1982 erhielt sie das Bundesverdienstkreuz am Bande für ihre Verdienste um das Archivwesen und die Geschichtswissenschaft.
Sie war die Tochter von Bernhard Vollmer, von 1929 bis 1952 Direktor des Staatsarchivs Düsseldorf.

## Schriften (Auswahl)
- Die Stadtentstehung am unteren Niederrhein. Eine Untersuchung zum Privileg der Reeser Kaufleute von 1142. Mit 2 Stadtplänen und einer Urkunde. Röhrscheid, Bonn 1952.